# 尚邦 (安德尔-卢瓦尔省)
尚邦（法語：Chambon，法語發音：[ʃɑ̃bɔ̃] ⓘ）是法国安德尔-卢瓦尔省的一个市镇，属于洛什区。

## 地理
尚邦（46°50'34"N, 0°48'44"E）面积17.88 平方千米，位于法国中央-卢瓦尔河谷大区安德尔-卢瓦尔省，该省份为法国中西部省份，北起萨尔特省、东北接卢瓦-谢尔省，东南接安德尔省，南至维埃纳省，西临曼恩-卢瓦尔省。
与尚邦接壤的市镇（或旧市镇、城区）包括：巴鲁、布赛、绍米赛、莱西尼、克勒兹河畔伊泽尔。

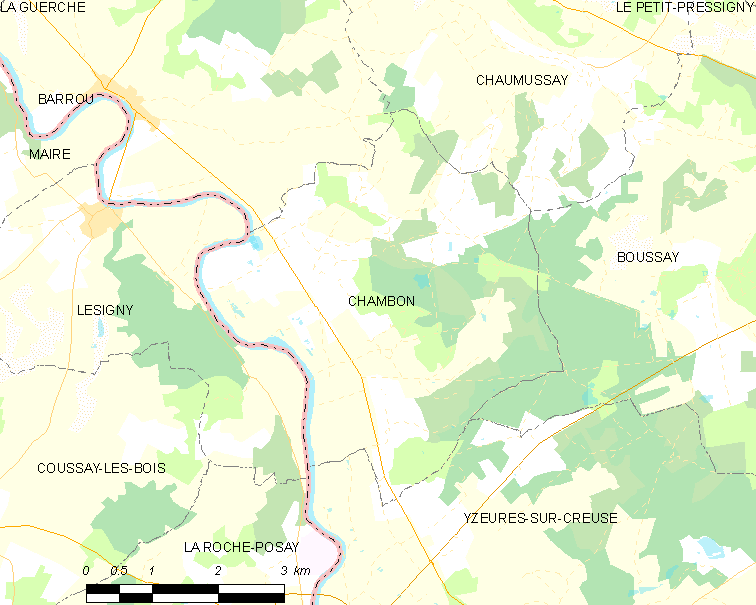
的OSM定位图

尚邦的时区为UTC+01:00、UTC+02:00（夏令时）。

## 行政
尚邦的邮政编码为37290，INSEE市镇编码为37048。

## 政治
尚邦所属的省级选区为笛卡尔县。

## 人口

1962-2008年间人口变化图示

尚邦于2022年1月1日时的人口数量为317人。